# نيك كامينز
نيك كامينز (بالإنجليزية: Nick Cummins)‏ هو لاعب اتحاد الرغبي أسترالي، ولد في 5 أكتوبر 1987 في ميناء ماكواري في أستراليا.

## وصلات خارجية
- نيك كامينز على موقع سلسلة سباعيات الرغبي العالمية - رجال (الإنجليزية)
- نيك كامينز عل موقع إسبنسكروم (الإنجليزية)
- نيك كامينز على موقع ItsRugby.co.uk (الإنجليزية)
- نيك كامينز على موقع اتحاد ألعاب الكومنولث (مؤرشف) (الإنجليزية)